# Songs (альбом Регіни Спектор)
Songs («Пісні») — другий альбом Регіни Спектор. Був повністю записаний на Різдво 2001 року. Всі пісні були записані з одного дубля. Альбом продавався на ранніх концертах співачки.

## Треклист
Автор музики й слів усіх композицій — Регіна Спектор.
1. Samson — 3:54
2. Oedipus — 4:50
3. Prisoners — 3:03
4. Reading Time with Pickle –5:33
5. Consequence of Sounds — 5:09
6. Daniel Cowman — 4:51
7. Bon Idée — 4:10
8. Aching to Pupate — 2:13
9. Lounge — 3:34
10. Lacrimosa –5:14
11. Lulliby — 2:27
12. Ne Me Quitte Pas — 4:38

## Учасники
- Регіна Спектор (англ. Regina Spektor) — вокал, фортепіано
- Челсі Горенштейн (англ. Chelsea Horenstein) — фотограф